# گوپاف
گوپاف، یک شرکت آمریکایی تحویل کالاهای مصرفی و غذاست که دفتر مرکزی آن در فیلادلفیا قرار دارد.    این شرکت از اکتبر سال ۲۰۲۱ در بیش از ۶۵۰ شهر آمریکا از طریق تقریبا ۵۰۰ مرکز فعالیت می‌کند.     همچنین پس از تصاحب فنسی مستقر در نیوکاسل در بریتانیا نیز مشغول به فعالیت است.   تا جولای ۲۰۲۱، ارزش این شرکت ۱۵ میلیارد دلار بوده است.    

## تاریخچه
دفتر مرکزی گوپاف در فیلادلفیا، پنسیلوانیا قرار دارد و در سال ۲۰۱۳ توسط دو دانشجوی دانشگاه درکسل به نا‌م‌های یاکیر گولا و رافائل ایلیشایف تأسیس شد. گوپاف در ابتدا یک سرویس تحویل قلیان بر اساس تقاضا بود اما خدمات خود را به تحویل غذا و کالاهایی که معمولاً در فروشگاه‌های رفاه فروخته می‌شد، توسعه داد.  این شرکت قبل از نقل مکان به شهرهای دیگر از جمله سیاتل، بوستون، فینیکس و آتلانتا، ارائه‌ی خدمات تحویل را در فیلادلفیا آغاز کرد.  
در سال ۲۰۱۶، گوپاف ۸.۲۵ میلیون دلار سرمایه جمع آوری کرد.  طبق گزارش‌ها، این شرکت در سال ۲۰۱۹، ۷۵۰ میلیون دلار سرمایه با تعهد تا ۲۵۰ میلیون دلار بیشتر از سافت‌بانک جمع‌آوری کرده است.   همچنین در سال ۲۰۱۹ یک دفتر مرکزی جدید در ساختمان فینیگانز ویک واقع در نورثرن لیبرتیز، فیلادلفیا افتتاح کرد.  